# Anna Pihl
Anna Pihl er en dansk dramaserie, der er produceret af Cosmo Film for TV 2. Serien havde premiere på TV 2 den 13. februar 2006 og løb frem til 10. marts 2008, og bestod af 30 afsnit a 50 minutters varighed fordelt på tre sæsoner.
Serien følger den unge nyuddannede politibetjent, Anna Pihl, der forsøger at balancere arbejdslivet på Station Bellahøj i København med sit liv som enlig mor. Medvirkende i serien er bl.a. Charlotte Munck, Claes Bang, Iben Hjejle, Paw Henriksen, Said Chayesteh, Kurt Ravn og Peter Mygind.

## Produktion
Serien havde premiere den 13. februar 2006 på TV 2. 
Seriens sæson 2 havde premiere den 12. februar 2007. I marts 2007 påbegyndte optagelser til tredje sæson, som blev afsluttet i august 2007. Optagelserne blev dog forlænget med to såkaldte "opsamlingsdage" således, at optagelserne blev endelig færdiggjort tirsdag den 14. august 2007. Tredje og sidste sæson havde premiere på TV 2 den 7. januar 2008.

## Handling
I første sæson er Anna Pihl (Charlotte Munck) ny betjent på Bellahøj politistation. Hun får ikke en god start, da hun møder for sent sin første dag, har sin 4-årige søn Mikkel med og får to mand på hospitalet ved sin første opgave. Anna møder politikollegaen Martin Krøyer (Claes Bang), som hun indleder et forhold med. Anna får i midten af første sæson svært ved at bevise overfor sig selv, at hun er en god politimand, da hun dækker over sin storebror Mads’ spirituskørsel, og hvor han senere hen kører en pige ihjel i en rus. Martin blev stukket ned i Parken under en fodboldkamp af Zoran, som Mikala (Iben Hjejle) havde kendskab til, og hans tilstand var kritisk. Under en gidseltagning på Bellahøj viste Anna sine evner som forhandler, da Zoran holdt Mikala fanget, og efterfølgende blev Anna tilbudt en stilling som forhandler med uddannelse i London.
I anden sæson er Martin blevet frisk igen efter knivstikkeriet i Parken, indtil et besøg hos lægen, der oplyser om at han er syg og ikke kan være i politiet mere. Anna og Martins forhold glider derefter langsomt fra hinanden, da Martin har en affære, og han forsvinder ud af Annas liv. I mellemtiden har Anna fået job som forhandler. Efter det forliste forhold med Martin, møder Anna den svenske forhandler Daniel, som hun mødte i første afsnit i sæson 2 under en opsat gidseltagning. De to ender sammen efter kidnapningssagen afslutning i Sverige. Mikala bliver indblandet i en masse farlige sager, da hun ville beskytte sin 14-årige søn mod stoffer efter han endte på hospitalet efter en fest. Anna ender med at skulle anholde Mikala og give hende en dom på to år. Sæson 2 slutter spændingsfyldt med, at Martin dukker op juleaften i Annas hoveddør.
I starten af sæson 3 er Anna på besøg hos Daniel i Sverige og han frier til hende, og hun siger ja. Anna er også rykket op til Efterforskningen, hvor hun får en ny kollega Mik (Jacob Lohmann). Eva fortæller Anna at hun har ansat Martin igen, da de mangler folk i efterforskning, og Anna har det helt fint med det, selvom det er lang tid siden at hun sidst har set Martin. Martin er nu rask efter en hjerteoperation i Tyskland. Daniel ændrer markant adfærd efter Martins genansættelse i afdelingen, og han har svært ved at styre sit temperament efter et overfald på ham og Anna. I slutningen af sæson 3 har Daniels forældre sørget for at de kan holde brylluppet på Skånes fineste slot. Anna trækker Daniel til side og siger at det er for meget for hende, og at hun ikke kan gifte sig med ham. Daniel bliver derefter sur og råber at hun skal forsvinde ud af hans liv, og han går. Anna står et øjeblik, hvorefter hun går sin vej. I afsnit 27 skal Anna og resten af afdelingen redde en pakistansk kvinde fra et tvangsægteskab. Efter sagens afslutning snakker Anna og Martin sammen om Annas forliste bryllupsplaner med Daniel, og Martin afslører at han flytter til Aarhus med kæresten, Julie. I Afsnit 28 skal Anna midlertidigt arbejde som fængselsbetjent, da hendes gamle kollega Mikala, skal være stikker i en narkosag. Det flyder med stoffer i kvindeafdelingen i Vestre Fængsel og Mikala får opsporet hvor stofferne kommer fra. Sagen slutter godt, og Mikala bliver overflyttet til et åbent fængsel. Martin skal flytte til Aarhus med sin kæreste, og det rør tydeligt Anna en smule. De fortæller hinanden at de kommer til at savne hinanden. I afsnit 29 skal Martin og Anna gennemsøge en forladt lagerbygning, hvor de to deler sig for at lede. Anna finder de to eftersøgte pushere Bjørn og Bonnie. Bjørn truer Anna med en pistol og Anna ender med at affyre et dræbende skud mod Bjørn. Bonnie forsvinder da lyset i lagerbygningen går ud og Martin kommer til undsætning. Bonnie og pistolen er væk og Annas skud bliver undersøgt af statsadvokaten, som i slutningen af afsnittet tiltaler Anna for manddrab. Anna må aflevere sin pistol og sit tjeneste-skilt.
I afsnit 30, som er det allersidste afsnit af “Anna Pihl”, går jagten ind på at finde den pistol som Bjørn sigtede på Anna med. Martin og Anna undersøger lagerbygningen uden for efterforskningen og finder en skjult udgang på loftet, hvor en eventuelt 3. person kunne have gemt sig under skudepisoden, hvor Bjørn døde. Anna og Martin finder frem til en parkeret auto camper, som tilsyneladende tilhører en kending, kaldet Geggo. Politiet leder stadig efter Bonnie, men de finder hende i en lejlighed, hvor hun er død af en overdosis, og pistolen er som sunket i jorden. Mik Og Martin holder øje med den auto camper, som Anna og Martin fandt nøglerne til. Mik tror, at Martin ligger og knalder Anna, men Martin forsikrer ham om, at han er ved at flytte til Aarhus. Geggo henter autocamperen og han bliver anholdt. Men politiet kan kun tilbageholde ham i 24 timer, på grund af manglende beviser. Da han bliver løsladt, lægger Anna mærke til han har nogle andre sko på end da han kom ind. Martin finder de andre sko i en kuffert i Geggos advokats bil, og de bliver begge anholdt. I Geggos skosåler finder de det stof, som slog Bonnie ihjel og pistolen bliver fundet i havnen. Anna får sin pistol og sit tjeneste-skilt tilbage. Da hun går ned og drikker champagne med Mik fortæller han, at Martin har haft sin sidste dag, og at han er på vej til Aarhus. Anna skynder sig hen til Martin, men hun ser at flyttebilen er på vej afsted. Til hendes store overraskelse står Martins flyttekasser der stadig og derefter kysser de. Afsnittet slutter med at der er havefest hos Anna og Jan og Mikkel siger højt til sin mor: "Mor, jeg vil have en lillesøster". Annas storebror Mads, som efter 15 måneder er blevet løsladt, overbringer nyheden at han endelig har fået et arbejde. Alle griner og Martin siger "Skål skat" og til sidste fryser billedet af Anna der smiler.

## Medvirkende

### Station Bellahøj
- Charlotte Munck som Anna Pihl
- Claes Bang som Martin Krøyer
- Iben Hjejle som Mikala Hansen
- Paw Henriksen som Kim G. Blomberg
- Said Chayesteh som Karim Kadhjani
- Henrik Birch som Ole (vagthavende)
- Tammi Øst som Eva
- Jacob Lohmann som Mik

### Øvrige medvirkende
- Peter Mygind som Jan Bøtger
- Kurt Ravn som Henning Pihl
- Frank Thiel som Mads Pihl
- William Hagedorn-Rasmussen som Mikkel Pihl
- Ola Rapace som Daniel Nordstrøm
- Anne-Grethe Bjarup Riis som Therese
- Morten Hauch-Fausbøll som Thomas Hansen
- Ole Dupont som Læge Steen Skovgaard
- Carl Vinter som Tobias Hansen (sæson 1) Jonas Wandschneider (sæson 2)
- Kasper Leisner som Peter (Mikkels far og Annas eks):
- Kanya Natascha Rørbech som Julie (betjent Martins kæreste)[2]
- Carsten Bjørnlund som Per Willemoes
- Morten Staack som Dan Larsen

## Serieoversigt
| Sæson | Afsnit | Oprindelig sendt  | Oprindelig sendt |
| Sæson | Afsnit | Start             | Slut             |
| ----- | ------ | ----------------- | ---------------- |
| 1     | 10     | 13. februar, 2006 | 17. april 2006   |
| 2     | 10     | 12. februar, 2007 | 16. april, 2007  |
| 3     | 10     | 7. januar, 2008   | 10. marts 2008   |

### Sæson 1 (2006)
Sæson 1 er udkommet på dvd.
| Nr. i serie | Nr i sæson | Titel                    | Oprindelig sendedato |
| --- | ---------- | ------------------------ | -------------------- |
| 1 | 1          | "Ny betjent på Bellahøj" | 13. februar 2006     |
| Anna er nyuddannet politibetjent på Bellahøj. Hun er lige flyttet til København og kender endnu ikke byen ordentligt. Hendes allerførste "slagsmål" ender med at 2 mænd kom på hospitalet. På Bellahøj ser alle ned på den unge betjent men det ændres hurtigt. |            |                          |                      |
| 2 | 2          | "Et spørgsmål om ære"    | 20. februar 2006     |
| Annas makker Mikala er stadig på hospitalet pga. knivoverfaldet så Anna får en ny makker - nemlig Kim som hun ikke lige starter med at være venner med. Deres hoveder tænker hver sin tanke om hvordan man er politibetjent. De skal opklare en sag om en indvandrerpige som er blevet banket på vej fra skole, og de to politibetjente tænker fuldstændig forskelligt.                                                                                       |            |                          |                      |
| 3 | 3          | "Den fede dame"          | 27. februar 2006     |
| Midt om natten tager Anna Pihl og hendes makker Kim ud til en lejlighed hvor de finder en død dame. Hun er meget overvægtig og alle er enige om at hun er død af hjertestop – undtagen Anna. Så nu tager Anna en privat efterforskning. Når Anna smider uniformen tænker hun på om hun egentlig kan lide Martin, men bliver overrasket da hun møder op i hans lejlighed.                                                                                      |            |                          |                      |
| 4 | 4          | "Hund på bagsædet"       | 6. marts 2006        |
| En hund hopper op på en bus og Anna kommer staks og tager den ud og fører den hen til sin rigtige ejer men hun har mistanke om at ejeren mishandler hunden så den kommer med på stationen. Derhjemme holder Mikkel 5 års fødselsdag og Henning tager sin 27-årige kæreste Signe med, som Anna ikke er helt glad for. |            |                          |                      |
| 5 | 5          | "Indianeren"             | 13. marts 2006       |
| En voldtægtsmand er på fri fod og skræmmer hele København og Martins eks Laura er kommet tæt på ham (lidt for tæt!). Jan får sin mor på besøg og det viser sig at han holder en hemmelighed skjult for hende. Martin og Anna er nu for alvor sammen, selv om Anna har svært ved at stole på ham. |            |                          |                      |
| 6 | 6          | "Lokkeduen"              | 20. marts 2006       |
| Efter drabet på Martins eks har Anna tilbudt at være lokkedue. Martin er lidt sur over at det betyder så meget for Anna at der ikke er nogle der ved noget om deres forhold men alligevel gør hun noget der overrasker ham. Anna fanger "Indianeren" men ikke lige på den måde hun havde troet. Mikala har rodet sig ud i noget lort da hun gik i byen med en stjålet taske og en pistol, som blev taget, og nu er hun fanget i en ond kreds af kriminalitet. |            |                          |                      |
| 7 | 7          | "Hver sin hemmelighed"   | 27. marts 2006       |
| Da Anna skal have dusør pga. hun fangede "indianeren" dukker Kim op og har lige anholdt Mads, men Anna skriver snyder og giver Mads sit kørekort tilbage, der desværre ender med et drab på en 22-årig pige. Mikala har fundet ud af nogle ting til Stavro og kommer måske LIDT for tæt på ham. |            |                          |                      |
| 8 | 8          | "I seng med fjenden"     | 3. april 2006        |
| Efter Mads kørte den 22-årige pige ihjel, bor han hos Anna men det er Jan ikke helt glad for. Kim fanger en pige for cykeltyveri, men det er ikke helt det der sker fremover. Anna er ikke helt sikker på at hun kan leve med at være i politiet med beslutter sig alligevel for at fortsætte. |            |                          |                      |
| 9 | 9          | "Braget i parken"        | 10. april 2006       |
| Mens Kim overvejer at komme sammen med hans lille rødhårede kriminelle veninde, er Mikala fast besluttet på at hun ikke vil hjælpe Stavro mere, men han opgiver ikke så let. Der skal være stor kamp i Parken, men den slutter nu noget dramatisk. Jan leder stadig efter en mulig mor og Anna kan måske hjælpe ham. |            |                          |                      |
| 10 | 10         | "Jagten på Zoran"        | 17. april 2006       |
| Efter Martins overfald i Parken er han muligvis i livsfare og Anna er fast besluttet på at finde Zoran. Lykkes det mon Anna Pihl og hendes kollegaer at fange ham? Mads er stadig ikke helt kommet sig over sine alkoholproblemer, og det kan betyde op til flere års fængsel, og Annas karriere tager store omdrejninger. |            |                          |                      |

### Sæson 2 (2007)
Sæson 2 er udkommet på dvd.
| Nr. i serie | Nr i sæson | Titel                         | Oprindelig sendedato |
| ----------- | ---------- | ----------------------------- | -------------------- |
| 11          | 1          | "Uønsket narkoman"            | 12. februar 2007     |
| 12          | 2          | "Drenge, der elsker fodbold"  | 19. februar 2007     |
| 13          | 3          | "En bøn for Dan Larsen"       | 26. februar 2007     |
| 14          | 4          | "Øje for øje, - del 1"        | 5. marts 2007        |
| 15          | 5          | "Øje for øje - del 2"         | 12. marts 2007       |
| 16          | 6          | "En dreng forsvinder - del 1" | 19. marts 2007       |
| 17          | 7          | "En dreng forsvinder - del 2" | 26. marts 2007       |
| 18          | 8          | "Under mistanke"              | 2. april 2007        |
| 19          | 9          | "Ven eller fjende"            | 9. april 2007        |
| 20          | 10         | "Opgøret"                     | 16. april 2007       |

### Sæson 3 (2008)
Sæson 3 er udkommet på dvd.
| Nr. i serie | Nr i sæson | Titel                              | Oprindelig sendedato |
| ----------- | ---------- | ---------------------------------- | -------------------- |
| 21          | 1          | "Manden i mosen"                   | 7. januar 2008       |
| 22          | 2          | "Sandt eller Falsk"                | 14. januar 2008      |
| 23          | 3          | "Hus forbi"                        | 21. januar 2008      |
| 24          | 4          | "Happy Slapping"                   | 28. januar 2008      |
| 25          | 5          | "Én gang skyldig"                  | 4. februar 2008      |
| 26          | 6          | "Altanpigen del 1 - Springet"      | 11. februar 2008     |
| 27          | 7          | "Altanpigen del 2 - Opgøret"       | 18. februar 2008     |
| 28          | 8          | "Mikala's valg"                    | 25. februar 2008     |
| 29          | 9          | "Under anklage del 1 - Skuddet"    | 3. marts 2008        |
| 30          | 10         | "Under anklage del 2 - Nedtælling" | 10. marts 2008       |